# Шазел (Кантал)
Шазел (фр. Chazelles) насеље је и општина у централној Француској у региону Оверња, у департману Кантал која припада префектури Сен Флур.
По подацима из 2011. године у општини је живело 38 становника, а густина насељености је износила 6,05 становника/km². Општина се простире на површини од 6,28 km². Налази се на средњој надморској висини од 976 метара (максималној 1.115 m, а минималној 677 m).

## Демографија
| 1962. | 1968. | 1975. | 1982. | 1990. | 1999. | 2011. |
| ----- | ----- | ----- | ----- | ----- | ----- | ----- |
| 66    | 80    | 67    | 56    | 49    | 45    | 38    |

График промене броја становника у току последњих година